# Zinowij Zinik
Zinowij Zinik, właśc. Z.J. Gluzberg (ros. Зиновий Ефимович Зиник, ur. 16 czerwca 1945 w Moskwie jako Zinowij Jefimowicz Głuzberg) – rosyjski prozaik przebywający na emigracji od 1975, autor powieści Grzybowstąpienie («Руссофобка и фунгофил»).
W swojej twórczości porównuje życie w Rosji z życiem emigranta w Izraelu i Wielkiej Brytanii.